# 加野晃
加野 晃（かの あきら）は、日本のアニメーター、キャラクターデザイナーである。
作品によってはカノ アキラとカタカナで表記されている。

## 参加作品

### テレビアニメ
1985年
- ゲゲゲの鬼太郎（動画）

1987年
- 北斗の拳（動画）
- マシンロボ ぶっちぎりバトルハッカーズ（原画）
- のらくろクン（原画）

1988年
- トッポ・ジージョ（原画）

1989年
- つるピカハゲ丸くん（原画）
- 美味しんぼ（原画）
- シートン動物記（原画）
- 天空戦記シュラト（動画チェック）
- ジャングルブック・少年モーグリ（1989年 - 1990年、動画チェック）

1990年
- 魔法のエンジェルスイートミント（動画チェック）

1991年
- ロビンフッドの大冒険（1991年 - 1992年、作画監督）
- まじかる☆タルるートくん（原画）
- おにいさまへ…（原画）

1992年
- カリメロ（原画）
- 宇宙の騎士テッカマンブレード（1992年 - 1993年、作画監督・メカ作監）

1993年
- 無責任艦長タイラー（原画）
- SLAM DUNK（原画）

1995年
- ストリートファイターII V（キャラクターデザイン・総作画監督）

1996年
- ルパン三世 トワイライト☆ジェミニの秘密（作画監督）

1997年
- マッハGoGoGo（原画）
- 少女革命ウテナ（動画チェック）
- 勇者王ガオガイガー（1997年 - 1998年、原画）

1998年
- バトルアスリーテス大運動会（原画）
- TRIGUN（作画監督）
- 遊☆戯☆王（原画）
- ポポロクロイス物語（作画監督・原画）
- バブルガムクライシス TOKYO 2040（1998年 - 1999年、作画監督）
- ジェネレイターガウル（原画）

1999年
- 神八剣伝（オープニング/エンディング原画）
- 天使になるもんっ!（オープニング・アニメーション）
- D4プリンセス（作画監督）
- カードキャプターさくら（原画）
- トラブルチョコレート（作画監督）

2000年
- 名探偵コナン（2000年 - 、原画）
- おジャ魔女どれみ♯（原画）
- ゲートキーパーズ（作画）

2001年
- Di Gi Charat お花見すぺしゃる（作画監督）
- も〜っと!おジャ魔女どれみ（原画）
- Di Gi Charat なつやすみスペシャル（作画監督）
- キャプテン翼（2001年 - 2002年、オープニング作画）

2002年
- 天使な小生意気（作画監督）

2003年
- DEAR BOYS（キャラクターデザイン）
- グリーングリーン（アイキャッチ）
- デ・ジ・キャラットにょ（2003年 - 2004年、作画監督・原画・エンディング原画）
- コロッケ!（作画監督）

2004年
- ふたりはプリキュア（原画）
- 頭文字D Fourth Stage（キャラクターデザイン）

2005年
- Xenosaga THE ANIMATION（作画監督）
- IZUMO -猛き剣の閃記-（作画監督）
- ガイキング LEGEND OF DAIKU-MARYU（メカニック作画監督）
- 魔界戦記ディスガイア（キャラクターデザイン・総作画監督）

2006年
- 銀河鉄道物語 〜永遠への分岐点〜（2006年 - 2007年、キャラクターデザイン・総作画監督・オープニング/エンディング作画監督）

2007年
- ドージンワーク（オープニング原画）

2009年
- 蒼天航路（キャラクターデザイン・総作画監督・オープニング作画監督）
- そらのおとしもの（作画監督）
- こばと。（作画監督）

2010年
- デジモンクロスウォーズ（2010年 - 2011年、原画）
- 俺の妹がこんなに可愛いわけがない（作画監督補佐）
- ケロロ軍曹（2010年 - 2011年、作画監督）
- そらのおとしものf（作画監督補佐）

2011年
- トリコ（原画）
- プリティーリズム・オーロラドリーム（作画監督）
- マケン姫っ!（原画）
- デジモンクロスウォーズ 〜時を駆ける少年ハンターたち〜（2011年 - 2012年、原画）

2012年
- 聖闘士星矢Ω（2012年 - 2013年、原画）
- イナズマイレブンGO（オープニング/エンディング原画）
- AKB0048（作画監督）
- 探検ドリランド（原画）
- エリアの騎士（作画監督）
- 貧乏神が!（原画）
- ONE PIECE エピソードオブルフィ 〜ハンドアイランドの冒険〜（作画監督）

2013年
- デート・ア・ライブ（オープニング原画）
- LINE TOWN（2013年 - 2014年、作画監督）
- DEVIL SURVIVOR 2 the ANIMATION（原画）

2014年
- 最強銀河 究極ゼロ 〜バトルスピリッツ〜（原画）
- 妖怪ウォッチ（2014年 - 2015年、原画・オープニング原画・エンディング作画監督）
- ラブライブ!（原画）
- デュエル・マスターズ VS（2014年 - 2015年、作画監督・原画）
- マジンボーン（作画監督）
- カードファイト!! ヴァンガードG（オープニング原画）

2015年
- 夜ノヤッターマン（原画）
- デュエル・マスターズ VSR（2015年 - 2016年、作画監督・原画）
- ドラゴンボール超（2015年 - 2018年、作画監督・作画監督補佐・原画）

2016年
- 少女たちは荒野を目指す（作画監督）
- ナースウィッチ小麦ちゃんR（作画監督）
- デュエル・マスターズ VSRF（2016年 - 2017年、作画監督・原画）
- バッテリー（オープニング原画）
- カードファイト!! ヴァンガードG NEXT（オープニング原画）
- タイムボカン24（2016年 - 2017年、作画監督・メカ作画監督）
- 名探偵コナン エピソード“ONE” 小さくなった名探偵（原画）

2017年
- デュエル・マスターズ（2017年 - 2018年、作画監督・原画・オープニング原画）
- つぐもも（作画監督）
- DIVE!!（作画監督・原画・オープニング原画）

2018年
- タイムボカン 逆襲の三悪人（メカ作画監督・オープニング原画）
- デュエル・マスターズ!（2018年 - 2019年、作画監督・原画・オープニング/エンディング原画）
- ゴールデンカムイ（2018年 - 2020年、原画）
- ニル・アドミラリの天秤（作画監督補佐・原画・オープニング原画）
- ぐらんぶる（作画監督・作画監督補佐）
- ONE PIECE（原画）
- BAKUMATSU（原画）

2019年
- エガオノダイカ（作画監督）
- 同居人はひざ、時々、頭のうえ。（原画）
- 賭ケグルイ××（原画）
- 明治東亰恋伽（作画監督）
- デュエル・マスターズ!!（作画監督）
- RobiHachi（作画監督補佐・原画）
- BAKUMATSUクライシス（原画）
- 炎炎ノ消防隊（作画監督）
- 旗揚!けものみち（作画監督）
- カードファイト!! ヴァンガード（原画）
- 厨病激発ボーイ（原画）

2020年
- LISTENERS リスナーズ（原画）
- ゾゾゾ ゾンビーくん（原画）
- 邪神ちゃんドロップキック'（作画監督補佐）
- 神之塔 -Tower of God-（作画監督）
- 宇崎ちゃんは遊びたい!（作画監督・原画）

2021年
- SK∞ エスケーエイト（原画）
- たとえばラストダンジョン前の村の少年が序盤の街で暮らすような物語（作画監督）
- 文豪ストレイドッグス わん!（作画監督・原画）
- ログ・ホライズン 円卓崩壊（原画）
- 進撃の巨人 The Final Season（2021年 - 2023年、作画監督・原画）
- ドラゴンクエスト ダイの大冒険（2021年 - 2022年、作画監督・原画）
- ゾンビランドサガ リベンジ（作画監督補・原画）

2022年
- 幻想三國誌 -天元霊心記-（作画監督・作画監督補佐）
- トライブナイン（作画監督）
- 本好きの下剋上 司書になるためには手段を選んでいられません（作画監督・原画）
- SPY×FAMILY（原画）
- 邪神ちゃんドロップキックX（作画監督）
- 令和のデ・ジ・キャラット（原画）

2023年
- 逃走中 グレートミッション（2023年 - 2025年、サブキャラクターデザイン・オープニング原画）
- デッドマウント・デスプレイ（原画）
- 天国大魔境（原画）
- ライアー・ライアー（プロップデザイン・原画）
- アンデッドアンラック（原画）

2024年
- 勇気爆発バーンブレイバーン（原画）
- わんだふるぷりきゅあ!（原画）
- 怪獣8号（原画）
- 疑似ハーレム（作画監督・オープニング原画）
- 異世界失格（作画監督・原画）
- キン肉マン 完璧超人始祖編（2024年 - 2025年、作画監督・原画）
- アオのハコ（作画監督・作画監督補佐）
- らんま1/2（2024年版）（原画）

2025年
- 日本へようこそエルフさん。（原画）
- キミとアイドルプリキュア♪（原画）
- ゴリラの神から加護された令嬢は王立騎士団で可愛がられる（デザインワークス・作画監督・オープニング動物作画監督）
- フードコートで、また明日。（作画監督・原画）

### 劇場アニメ
1986年
- ゲゲゲの鬼太郎 最強妖怪軍団!日本上陸!!（動画）

1991年
- うる星やつら いつだってマイ・ダーリン（原画）

1992年
- ろくでなしBLUES（原画）

1994年
- スラムダンク（原画）
- ストリートファイターII MOVIE（作画監督補）
- GS美神 極楽大作戦!!（原画）
- 劇場版美少女戦士セーラームーンS（原画）

1996年
- 劇場版 天地無用! in LOVE（原画）

1997年
- 地獄先生ぬ〜べ〜 午前0時ぬ〜べ〜死す!（原画）

1998年
- 名探偵コナン 14番目の標的 （原画）

1999年
- スーパードール★リカちゃん リカちゃん絶体絶命!ドールナイツの奇跡（作監協力）

2000年
- デジモンアドベンチャー02 前編・デジモンハリケーン上陸!!／後編・超絶進化!!黄金のデジメンタル（原画）

2001年
- ONE PIECE ねじまき島の冒険（原画）
- 名探偵コナン 天国へのカウントダウン（原画）
- Di Gi Charat 星の旅（作画監督）

2002年
- ONE PIECE 珍獣島のチョッパー王国（原画）
- ギルステイン（2Dキャラクターデザイン）

2004年
- 名探偵コナン 銀翼の奇術師（原画）

2005年
- あらしのよるに（原画）

2009年
- ONE PIECE FILM STRONG WORLD（原画）

2010年
- 名探偵コナン 天空の難破船（原画）

2011年
- 名探偵コナン 沈黙の15分（原画）
- 劇場版 そらのおとしもの 時計じかけの哀女神（作画監督）

2012年
- 名探偵コナン 11人目のストライカー（原画）
- 劇場版イナズマイレブンGO vs ダンボール戦機W（原画）

2013年
- ドラゴンボールZ 神と神（原画）
- 名探偵コナン 絶海の探偵（原画）
- 劇場版ポケットモンスター ベストウイッシュ 神速のゲノセクト ミュウツー覚醒（作画監督）
- 劇場版 トリコ 美食神の超食宝（原画）

2014年
- BUDDHA2 手塚治虫のブッダ -終わりなき旅-（原画）
- 劇場版 薄桜鬼 第二章 士魂蒼穹（作画監督）
- 名探偵コナン 異次元の狙撃手（原画）
- ポケモン・ザ・ムービーXY 破壊の繭とディアンシー（作画監督）

2015年
- ドラゴンボールZ 復活の「F」（原画）
- 名探偵コナン 業火の向日葵（原画）

2016年
- 映画プリパラ み〜んなのあこがれ♪レッツゴー☆プリパリ（作画監督）
- 名探偵コナン 純黒の悪夢（原画）
- 映画 妖怪ウォッチ 空飛ぶクジラとダブル世界の大冒険だニャン!（作画監督・原画）

2017年
- 名探偵コナン から紅の恋歌（原画）
- 映画 妖怪ウォッチ シャドウサイド 鬼王の復活（キャラクターデザイン補佐・作画監督）

2018年
- 名探偵コナン ゼロの執行人（原画）

2019年
- 名探偵コナン 紺青の拳（原画）

2020年
- ジョゼと虎と魚たち（原画）

2021年
- 名探偵コナン 緋色の弾丸（原画）
- 映画大好きポンポさん（原画）
- EUREKA/交響詩篇エウレカセブン ハイエボリューション（原画）

### OVA

#### 一般向け
1989年
- シンデレラ・エクスプレス（動画チェック）

1991年
- ユミちゃんあぶないよ！（原画）

1992年
- BE-BOP-HIGHSCHOOL 4（原画）
- 湘南爆走族 8 赤い星の伝説（原画）
- 永遠のフィレーナ（原画）

1993年
- 湘南爆走族 9 俺とお前のGOOD LUCK!（原画）
- 仮面ライダーSD 怪奇!?クモ男（原画）
- タイムボカン王道復古（1993年 - 1994年、作画監督・原画）

1994年
- ジャイアントロボ THE ANIMATION -地球が静止する日（原画）
- なつきクライシス（原画）
- 魔物ハンター妖子5 光陰覇王の乱（原画）
- ジョジョの奇妙な冒険（原画）
- 宇宙の騎士テッカマンブレードII（1994年 - 1995年、作画監督）
- NINKU -忍空- ナイフの墓標（原画）

1995年
- BE-BOP-HIGHSCHOOL 6（原画）
- ジャイアントロボ THE ANIMATION 外伝 鉄腕GinRei（原画）
- バイオ・ハンター（原画）

1996年
- KEY THE METAL IDOL（1996年 - 1997年、原画）

1997年
- 企業戦士YAMAZAKI LONG DISTANCE CALL（キャラクターデザイン・総作画監督・作画監督）
- フォトン（1997年 - 1998年、原画）

1999年
- 湘南爆走族 12 桜吹雪の卒業式（原画）
- てなもんやボイジャーズ（原画）
- BREAK-AGE（キャラクターデザイン・作画監督）

2000年
- 名探偵コナン コナンvsキッドvsヤイバ 宝刀争奪大決戦!!（原画）

2001年
- Di Gi Charat 梅雨スペシャル（作画監督）
- 伝心 まもって守護月天!（原画）

2004年
- Re:キューティーハニー（原画）

2007年
- 鴉 -KARAS-（原画）

#### 成人向け
1995年
- ドラゴンナイト外伝（キャラクターデザイン）

2001年
- Canvas 〜セピア色のモチーフ〜（キャラクターデザイン）
- プリンセスメモリー（キャラクターデザイン）

2002年
- 靡・淫導師 美傀 〜淫辱の学園〜（作画監督）

2003年
- DISCIPLINE（2003年 - 2004年、キャラクターデザイン・作画監督）

2005年
- 東京鎮魂歌（2005年 - 2006年、キャラクターデザイン）

2008年
- 春恋*乙女 〜乙女の園で逢いましょう。〜（キャラクターデザイン）

2012年
- ツンデレ淫乱少女すくみ（キャラクターデザイン）
- STARLESS（2012年 - 2013年、キャラクターデザイン）

### Webアニメ
- 聖闘士星矢 黄金魂 -soul of gold-（2015年、作画監督）
- スーパードラゴンボールヒーローズ 宇宙争乱編プロモーションアニメ（2019年、原画）
- 無限の住人-IMMORTAL-（2019年 - 2020年、作画監督・原画）
- スーパー・クルックス（2021年、原画）

### ゲーム
- 天外魔境 第四の黙示録（1997年、ムービー原画）
- ボカンGoGoGo（2001年、作画監督）